# Назмеев, Юрий Гаязович
Юрий Гаязович Назмеев (19 августа 1946, Казань — 27 июля 2006, Москва) — российский учёный-энергетик и политик, член-корреспондент РАН (1997), депутат Государственной думы четвертого созыва (с 2003), заслуженный деятель науки Российской Федерации (1997), доктор технических наук (1987), профессор, автор более 160 печатных трудов, в том числе 7 монографий.

## Биография
- Родился 19 августа 1946 года в Казани.
- В 1964 году окончил Казанский авиационный техникум.
- С 1965 по 1971 год — технолог, зам. начальника цеха Казанского завода Пишущих устройств.
- В 1971 году окончил Казанский химико-технологический институт им. Кирова по специальности «инженер-механик».
- С 1973 по 1986 год — старший инженер, доцент, старший научный сотрудник КХТИ.
- С 1986 по 1999 год — доцент, декан теплоэнергетического факультета, зав. кафедрой «Промышленная теплоэнергетика», зам. директора, директор Казанского филиала Московского энергетического института.
- 30 мая 1997 года избран членом-корреспондентом РАН в отделение физико-технических проблем энергетики по специальности «Энергетика».
- В 1999 году — ректор КГЭИ (с 2000 года переименован в Казанский государственный энергетический университет).
- В 2001 году стал победителем Российского конкурса «Менеджер года — 2001» в номинации «Сфера образования».
- В 2003 году был избран депутатом Государственной Думы ФС РФ четвёртого созыва от избирательного объединения Партия «Единство» и «Отечество». Заместитель председателя Комитета ГД по образованию и науке. Автор одного законопроекта[1].
- с 2004 по 2006 года работал заведующим кафедрой Тепломассообменных процессов и установок Московского энергетического института (МЭИ)[2].
- Скончался 27 июля 2006 года в Москве. Похоронен на Арском кладбище в Казани. Вакантный мандат перешел к Дмитрию Сивиркину.

## Направления исследований
Специалист в области теории гидродинамики и теплообмена пространственных ламинарных течений реологически сложных жидкостей. Автор концепции и методики создания энергосберегающих непрерывных теплотехнических процессов в химической и нефтехимической промышленности.